# Kuskus (torbacz)
Kuskus (Spilocuscus) – rodzaj ssaków z podrodziny pałanek (Phalangerinae) w obrębie rodziny pałankowatych (Phalangeridae).

## Rozmieszczenie geograficzne
Rodzaj obejmuje gatunki występujące na Nowej Gwinei i okolicznych wyspach oraz w Australii.

## Morfologia
Długość ciała 31–74 cm, długość ogona 25–70,7 cm; masa ciała 1,2–6,6 kg.

## Systematyka
Rodzaj zdefiniował w 1861 roku angielski zoolog John Edward Gray w artykule poświęconym dodatkowym uwagom na temat rodzaju Cuscus, opublikowanym w czasopiśmie Proceedings of the Zoological Society of London. Gray wymienił dwa gatunki – Phalangista maculata É. Geoffroy Saint-Hilaire, 1803 i Phalangista chrysorrhos Temminck, 1824 (= Phalangista maculata É. Geoffroy Saint-Hilaire, 1803) – z których gatunkiem typowym jest (późniejsze oznaczenie) Phalangista maculata É. Geoffroy Saint-Hilaire, 1803 (kuskus plamisty).

### Etymologia
Spilocuscus: gr. σπιλος spilos ‘plama’; rodzaj Cuscus Illiger, 1811 (pałanka).

### Podział systematyczny
Do rodzaju należą następujące gatunki:
| Grafika | Gatunek                  | Autor i rok opisu                 | Nazwa zwyczajowa    | Podgatunki         | Rozmieszczenie geograficzne | Podstawowe wymiary                         | Status IUCN |
| ------- | ------------------------ | --------------------------------- | ------------------- | ------------------ | --- | ------------------------------------------ | ----------- |
|         | Spilocuscus rufoniger    | (Zimara, 1937)                    | kuskus czarnoplamy  | gatunek monotypowy | Indonezja i Papua-Nowa Gwinea: półwysep Ptasia Głowa do półwyspu Huon (prawdopodobnie wyspa Yapen); zapisy z południowej Nowej Gwinei; zakres wysokości: 0–1200 m n.p.m.                                   | DC: 58–69 cm DO: 45–65 cm MC: 5,5–6,6 kg   | CR          |
|         | Spilocuscus papuensis    | (Desmarest, 1822)                 | kuskus papuaski     | gatunek monotypowy | endemit Indonezji (wyspy u wybrzeży zachodniej Nowej Gwinei (Waigeo, Gam i możliwe że Batanta) | DC: 47–57 cm DO: 57–56 cm MC: około 2,6 kg | VU          |
|         | Spilocuscus kraemeri     | (E. Schwarz, 1910)                | kuskus wyspiarski   | gatunek monotypowy | endemit Papui-Nowej Gwinei (Wyspy Admiralicji, Archipelag Bismarcka) | DC: 31–57 cm DO: 25–59 cm MC: 1,9–3,2 kg   | NT          |
|         | Spilocuscus wilsoni      | K.M. Helgen & Flannery, 2004      | kuskus niebieskooki | gatunek monotypowy | endemit Indonezji (wyspy północno-zachodniej Nowej Gwinei (Numfoor, Supiori i Biak) | DC: 33–48 cm DO: 28–33 cm MC: 1,2–2,1 kg   | CR          |
|         | Spilocuscus maculatus    | (É. Geoffroy Saint-Hilaire, 1803) | kuskus plamisty     | gatunek monotypowy | Indonezja i Papua-Nowa Gwinea: środkowe i południowe Moluki, Nowa Gwinea (wraz z kilkoma wyspami) oraz Wyspy Aru; introdukowany na wyspę Selayar i Archipelag Bismarcka; zakres wysokości: 0–1400 m n.p.m. | DC: 42–74 cm DO: 38–71 cm MC: 2,4–6,1 kg   | LC          |
|         | Spilocuscus nudicaudatus | (Gould, 1850)                     |                     | gatunek monotypowy | endemit Australii (północny Queensland (półwysep Jork: na północ od rzeki Stewart i systemu rzecznego rzek Coen i Archer, z górami McIlwraith Range i Iron Range); zakres wysokości: 0–820 m n.p.m.        | DC: 41–58 cm DO: 37–48 cm MC: 2,7–4,9 kg   | NE          |

Kategorie IUCN:  LC  – gatunek najmniejszej troski,  NT  – gatunek bliski zagrożenia,  VU  – gatunek narażony,  CR  – gatunek krytycznie zagrożony;  NE  – gatunki niepoddane jeszcze ocenie.